# Doppelkirche Straden
Bei der Doppelkirche von Straden in der Steiermark handelt es sich um eine zweigeschoßige, römisch-katholische Kirche, die in die Wehrmauer der Taboranlage integriert ist. Sie steht unter Denkmalschutz (Listeneintrag).

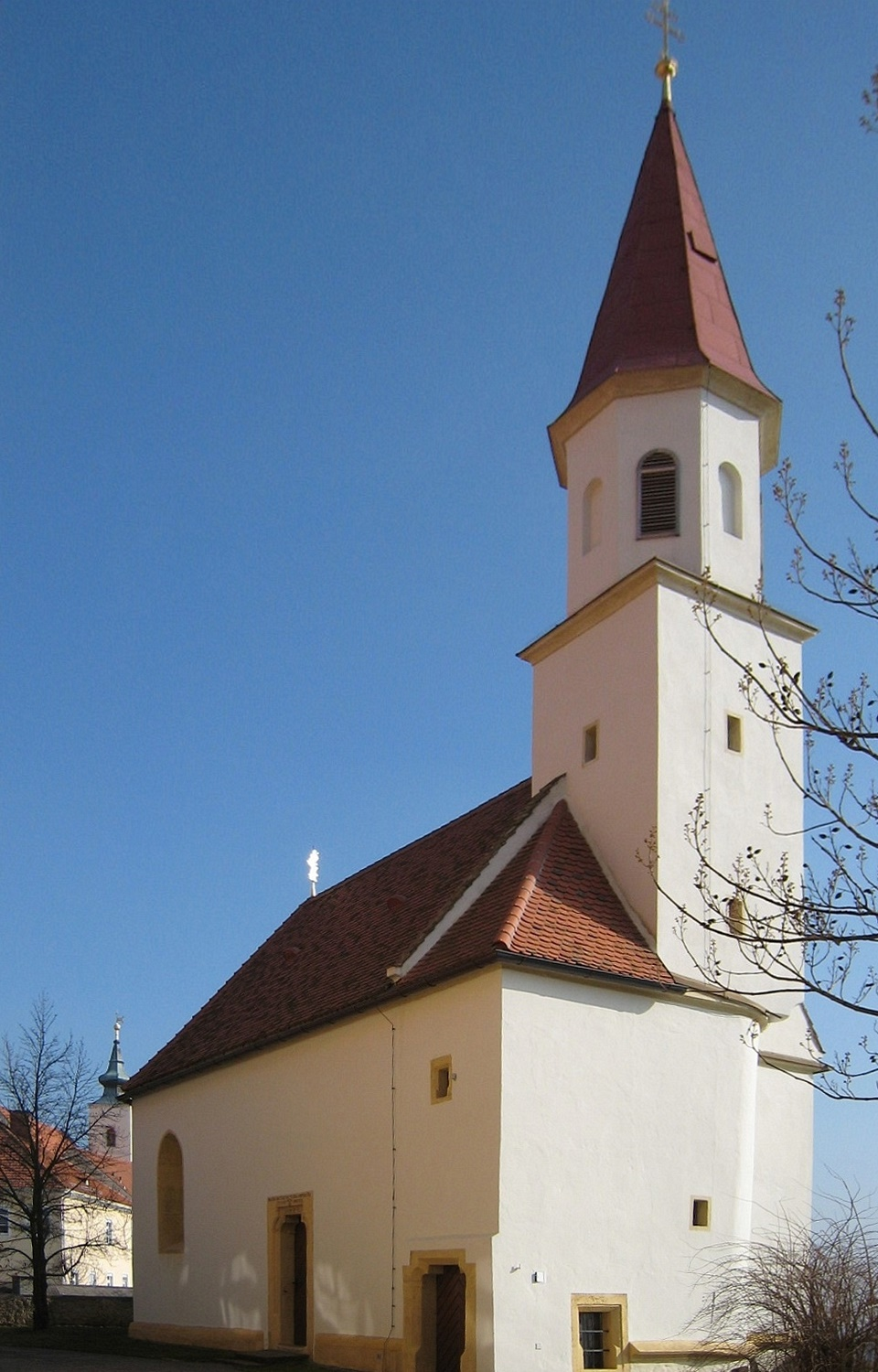
Straden St. Sebastian

## Geschichte
Die Errichtung der Doppelkirche in Straden steht mit der Gründung der Sebastianibruderschaft 1517 in Zusammenhang. Fertiggestellt wurde die Kirche im Jahr 1535 und laut einer Inschrift 1631 auf Kosten des Pfarrers Simon Wohlgemuth restauriert. 1928 musste das Türmchen an der Westseite der Kirche wegen Sturmschäden instand gesetzt werden.

## St. Sebastian (Obergeschoß)

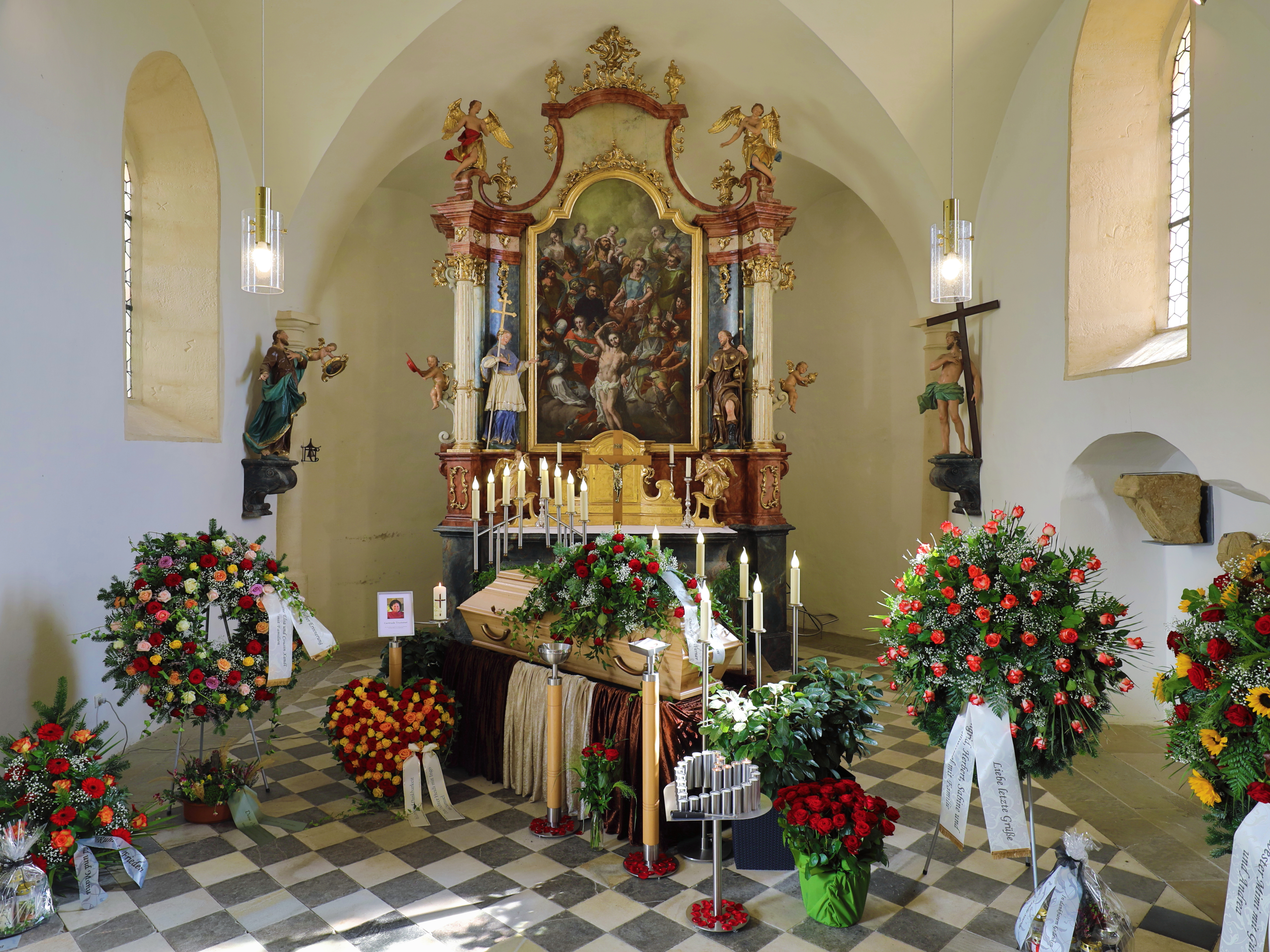
Straden, St. Sebastian

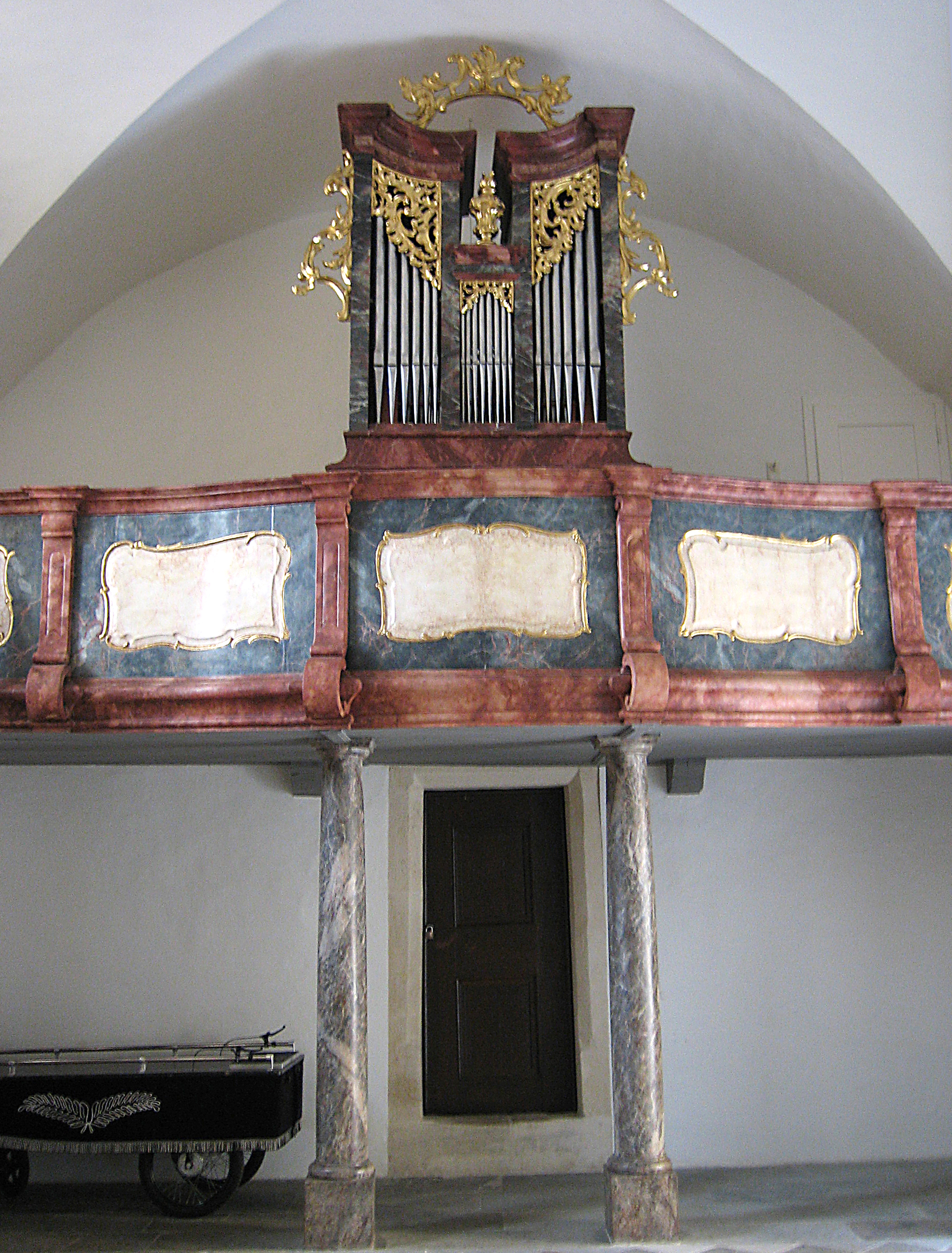
Straden, St. Sebastian, Orgelempore

Wer den Altar geschaffen hat, ist nicht bekannt. Das Altarbild mit dem Pestheiligen, der von den vierzehn Nothelfern umgeben ist, stammt von Franz Ignaz Flurer und entstand zwischen 1730 und 1735. Die Orgel ist das Erstlingswerk von Ludwig Greß aus dem Jahr 1780. Die Kirche wird heute als Aufbahrungshalle genutzt.

## Zur Schmerzhaften Mutter Maria (Untergeschoß)

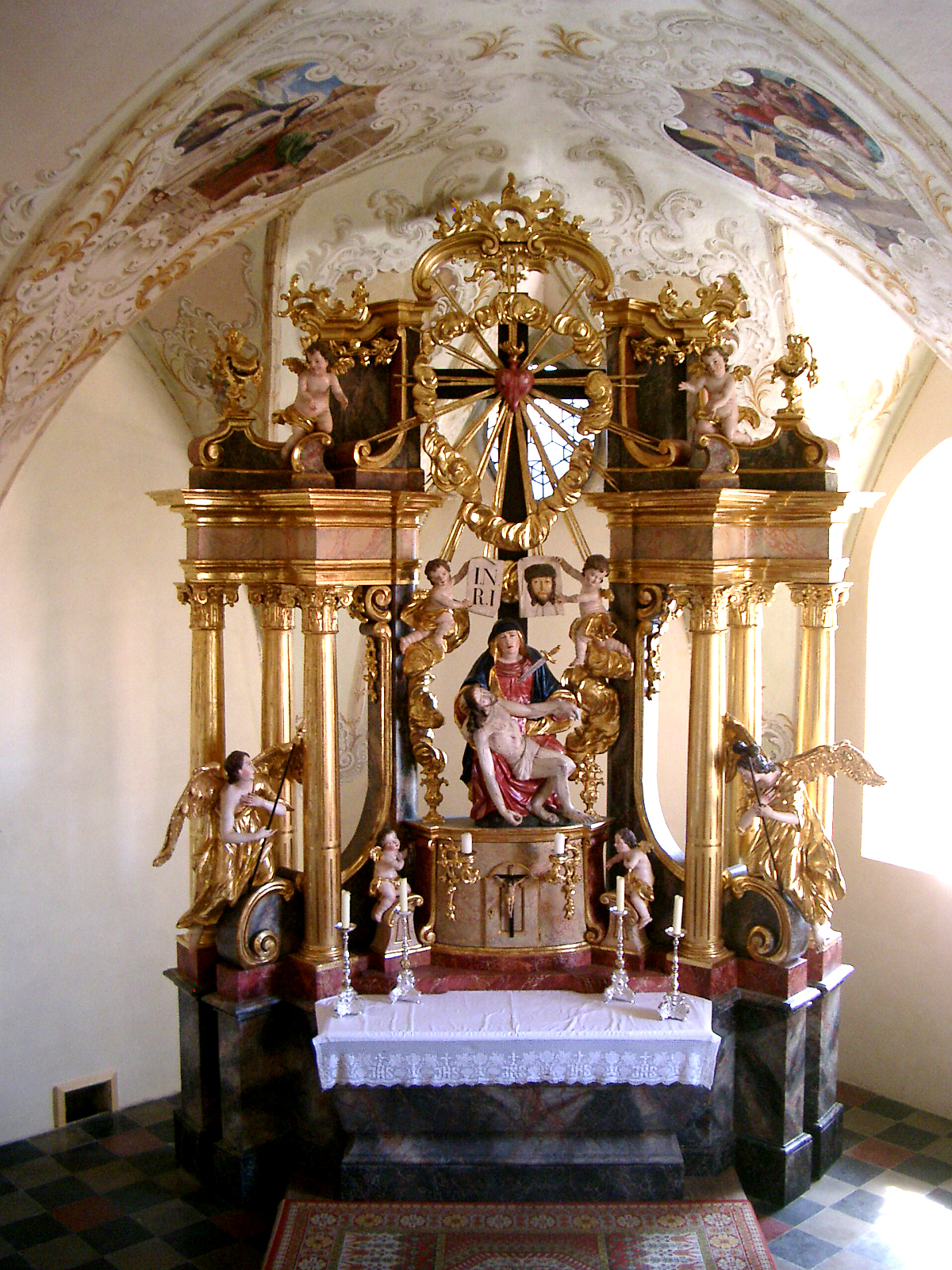
Straden, Unterkirche Zur Schmerzhaften Muttergottes, Altar

Vom Bildhauer Johann Lehner aus Radkersburg stammen der 1775 aufgestellte Altar sowie die Pietà. Ein Heiliges Grab unter der Empore, über die man diese Kirche betritt, beherbergt eine ebenfalls von Johann Lehner im Jahr 1779 geschaffene Skulptur des Leichnams Jesu. Die Malereien am Deckengewölbe wurden in den Jahren 1913/1914 von den Gebrüdern Kerle aus Tirol geschaffen. Bis ungefähr 1677 wurde diese Tiefkirche als Karner (Beinhaus) benutzt.